# A Jihad for Love
A Jihad for Love (Uma Jihad para o amor) é um documentário anglo-britânico de 2007 sobre a relação entre o Islã e a homossexualidade. O filme foi dirigido por Parvez Sharma e produzido por este último e por Sandi DuBowski, diretor de Trembling Before G-d, que relata a experiência de judeus ortodoxos homossexuais.

## Produção
A Jihad for Love foi produzido pela americana Halal Films em parceria com as redes de televisão Channel 4 (Reino Unido), ZDF (Alemanha), Arte (França-Alemanha), Logo (Estados Unidos) e SBS (Austrália). Também recebeu patrocínio do Sundance Documentary Fund.
O documentário foi filmado em 12 países diferentes e conta com depoimentos em nove idiomas. Sharma conduziu entrevistas com indivíduos nos seguintes países: Arábia Saudita, Irã, Iraque, Paquistão, Egito, Bangladesh, Turquia, França, índia, África do Sul, Estados Unidos e Reino Unido. Muitos dos entrevistados foram localizados pela internet, tendo o diretor recebido milhares de e-mails.
O filme estreou no Festival Internacional de Cinema de Toronto em setembro de 2007 e recebeu louvores em vários festivais de cinema ao redor do mundo. Abriu a prestigiosa mostra Panorama Dokumente no Festival de Cinema de Berlim em fevereiro de 2008. O filme estreou nos Estados Unidos em 21 de maio de 2008 no IFC Center em Nova Iorque. O filme também foi exibido no Frameline Film Festival em São Francisco em 28 de junho de 2008 e no Festival Internacional de Cinema LGBT de Tóquio em 13 de julho de 2008.

## Título
O título Uma Jihad para o amor se refere ao conceito islâmico de jihad como luta religiosa. A intenção de Sharma, ao dar este título a seu filme, foi de recuperar o sentido original da palavra — entendida como uma luta pessoal em busca da fé perfeita —, uma vez que ela quase sempre é utilizada na mídia para se referir aos atos de violência perpetrados por grupos extremistas islâmicos que defendem uma guerra santa contra o Ocidente.
O filme teve diversos títulos, sendo o primeiro deles In the Name of Allah (Em nome de Alá). A expressão — em árabe: bismillah — é usada antes de ações, discursos ou escritas. Seu uso mais notável se dá em Al-Fatiha, o primeiro capítulo do Alcorão, que começa assim: Bismillahi r-Rahmani r-Rahim. Todas as suras do Alcorão começam com esta expressão, com exceção da nona.

## Controvérsia e problemas
A realização do filme encontrou controvérsia na comunidade islâmica. Segundo Sharma:
| “ | A cada duas semanas eu recebia um e-mail me denegrindo, condenando-me ao inferno e, se o remetente for gentil, me aconselhando a pedir perdão enquanto ainda há tempo. | ” |

Sharma se recusa a associar a homossexualidade com o pecado, mas reconhece a necessidade de proteger a segurança e a privacidade dos entrevistados; ele filmou apenas a sombra deles e, em alguns casos, pixelizou os rostos deles. Uma das entrevistadas, uma mulher afegã, seria "indiscutivelmente morta" por sua família caso eles descobrissem que ela é lésbica. Um dos produtores associados do filme, um egípcio gay, escolheu não ser listado nos créditos por medo de possíveis represálias.
O filme teve sua exibição banida do Festival Internacional de Cinema de Cingapura em 2008 devido à "natureza sensível do tema, que traz homossexuais muçulmanos em vários países e sua luta para reconciliar a religião com seu estilo de vida".

## Recepção
Segundo o agregador de críticas Rotten Tomatoes, 76% dos críticos fizeram avaliações positivas do filme, tendo por base 32 resenhas. Já o Metacritic deu ao filme uma nota 55 do total possível de 100, tendo por base seis resenhas críticas, o que indica uma "maioria de críticas mistas ou medianas".